# Белая ржанка
Бе́лая ржа́нка (лат. Chionis albus) — птица из семейства белых ржанок Chionidae, которое включает только два вида.

## Описание
Длина тела от 34 до 41 см, масса варьирует от 460 до 780 г. Размах крыльев от 74 до 84 см. Половой диморфизм отсутствует. Самцы немного крупнее самок. Оперение полностью белое, крылья небольшие, лапы короткие. Типично для белых ржанок быстрое передвижение по земле, во время которого они так же, как голуби, кивают головой.

## Распространение
Распространены белые ржанки в Антарктике (остров Южная Георгия, Южные Оркнейские острова, Южные Шетландские острова, Антарктический полуостров). Птицы гнездятся на каменистых побережьях, обычно в колониях пингвинов.

## Питание
Всеядные птицы, клептопаразиты. Часто крадут у пингвинов криль и рыбу, а также их яйца и птенцов. Кроме того, они питаются падалью, фекалиями, беспозвоночными, а также отходами жизнедеятельности человека.

## Размножение
Моногамы, пары постоянные. Гнездятся обычно вблизи колоний пингвинов или бакланов. Обе птицы строят гнёзда из травы, водорослей, перьев, костей и раковин среди камней. Период гнездования длится с октября по март, яйца кладутся и высиживаются в период с декабря по январь. В кладке 2—3 яйца. Насиживание длится 28—32 дня. Выживает 1 птенец, младшего съедают родители. Птенец остаётся в гнезде 2 месяца.